# Tata Ace
Der Tata Ace ist ein kleiner Lieferwagen (ähnlich den japanischen Kei-Trucks) mit Pritschen- oder Kofferaufbau, der von Tata Motors in Indien im Mai 2005 vorgestellt wurde. Mit ihm konkurriert Tata mit Bajaj Auto, Piaggio, Mahindra und Force Motors, die in diesem Markt zunächst nur Dreiradlieferwagen anboten. Eine Kleinbusversion mit sechs Sitzplätzen wird als Tata Magic verkauft. Das Leergewicht wird mit 840–945 kg angegeben.

## Geschichte
Im Dezember 2000 wurde Girish Wagh von Ravi Kant, Direktor von Tata Motors, gerufen, um eine neue Lieferwagenbaureihe zu entwerfen, die vom bisherigen Angebot von Tata Motors abwich. Es sollte ein Auto sein, das billig genug war, um es mit dem Dreiradrikschas im Lande aufzunehmen. Zur Lösung dieser Aufgabe beschloss Wagh, mit Nutzern von Dreiradrikschas zu sprechen, um zu erfahren, was sie über einen künftigen vierrädrigen Lieferwagen dachten. Alle Interviewten wollten ein billiges Auto, das im Stand war, eine bestimmte Menge Güter von den Dörfern zum Markt zu transportieren. Als er aber gefragt wurde, warum er ein vierrädriges Fahrzeug gegenüber den jetzt genutzten Dreirad bevorzugen würde, antwortete einer der Befragten Wagh: „Wenn ich ein vierrädriges Fahrzeug hätte, hätte ich bessere Heiratsaussichten in meinem Dorf.“ Dies bedeutete, dass sich künftige Eigner neben der Bewältigung der Transportaufgabe von einem vierrädrigen Fahrzeug auch noch ein höheres Prestige versprachen.
Kürzlich bekam Tata Motors einen Auftrag der US-amerikanischen Postbehörden für elektrisch betriebene Tata Ace – Lieferwagen. Seit Januar 2009 werden die elektrisch betriebenen Tata Ace von Chryslers Global Electric Motorcars verkauft.

## Vorstellung und Verkaufserfolg
Tata Motors brachte den Ace im Mai 2005 für etwas mehr als 200.000,– Rp. heraus, und in den ersten 20 Monaten wurden 100.000 Stück verkauft. Zunächst wurde der Lieferwagen nur in der Farbe weiß angeboten. Tata baut eine neue Fabrik, die 250.000 Ace im Jahr herstellen kann.

## Neues Segment
Der Tata Ace hat in Indien ein neues Marktsegment für Kleinlieferwagen begründet. Ziel der Firma ist es, mit den 225.000.– bis 235.000,- Rp. teuren Wagen möglichst viele Nutzer von Dreiradfahrzeugen zu Nutzern von vierrädrigen Lieferwagen zu machen. Was ebenfalls mit zur Einführung dieser Fahrzeuge geführt hat, ist die Vorschrift, dass LKWs über 3 t. Gesamtgewicht in Indien nach 19.00 Uhr nicht mehr in die Innenstädte fahren dürfen, um so die Verkehrs- und Abgasbelastung zu reduzieren. Tata sah darin eine Marktlücke für den Ace.

## Technische Ausrüstung
Der Motor hat 700 cm³ Hubraum, leistet 16 bhp (12 kW) bei 3200 min−1 und hat ein Drehmoment von 37 Nm bei 2000 min−1. Über ein vollsynchronisiertes Vier- oder Fünfganggetriebe wird die Hinterachse angetrieben. Die zulässige Nutzlast liegt bei 750 kg. Auch das Führerhaus ist moderner als bei den Dreirädern.

## Herstellungsorte
Der kleine Lieferwagen wird in der Tata-Fabrik in Puna gebaut. In Pant Nagar wird gerade eine neue Fabrik für seine Fertigung erstellt.

## Tata Magic und Tata Winger

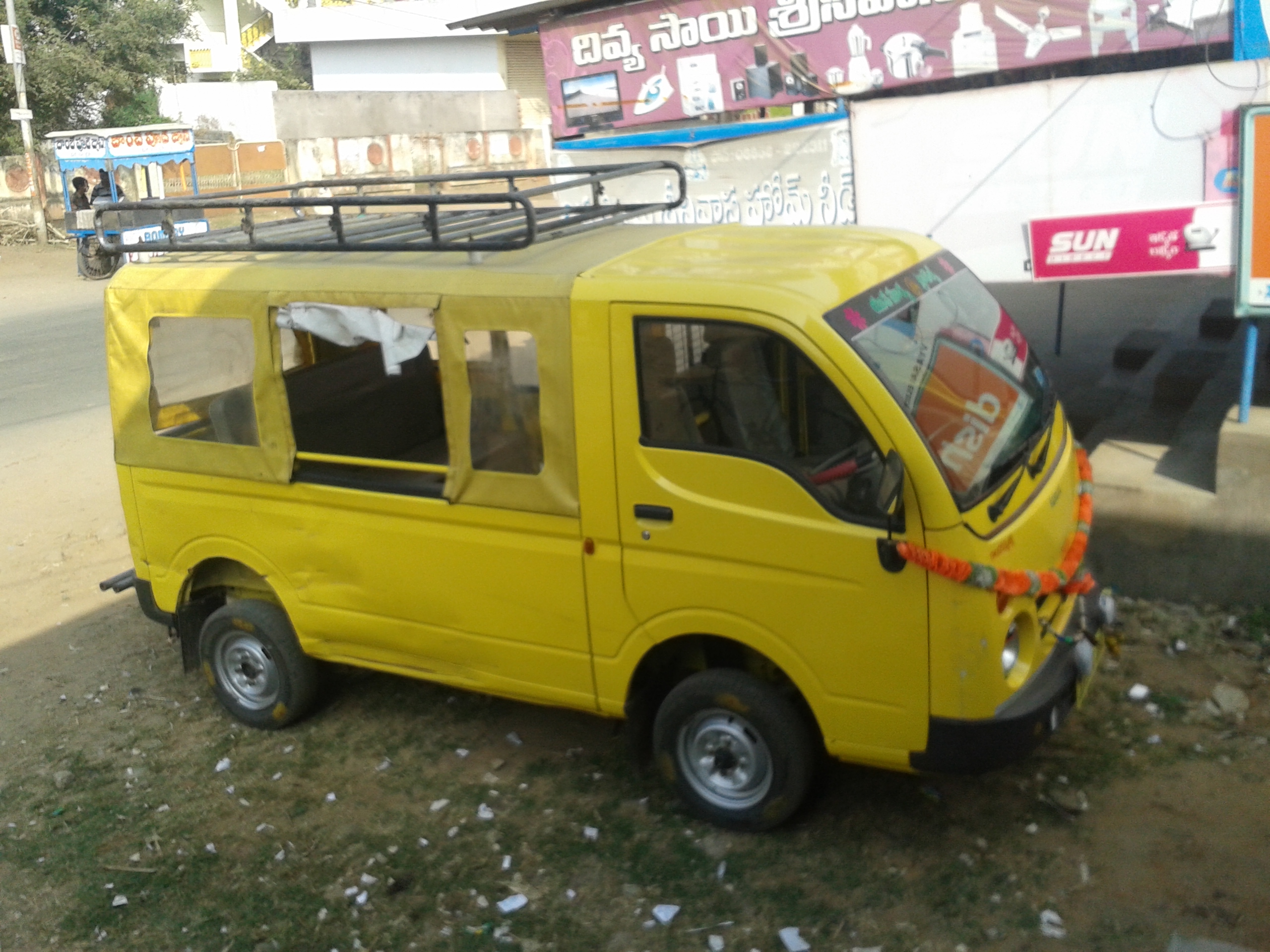
Tata Magic

Im Juni 2007 brachte Tata die geschlossene Version des Ace, den Tata Magic, heraus, ebenso wie einen Van namens Winger, auf Basis des Renault Trafic der ersten Generation (1980–2001). Die Firma will „die Art, wie durchschnittliche Inder reisen“, ändern.
Der Magic bietet als PKW eine Stahlkarosserie und kann vier bis sieben Passagiere aufnehmen, die dort komfortabel sitzen können. Die Seitenteile oberhalb der Gürtellinie sind aus flexiblem Kunststoff und lassen sich nach oben aufrollen, um den Innenraum zu belüften.
Der Wagen wird von einem wassergekühlten Dieselmotor mit 700 cm³ Hubraum angetrieben, der 16 bhp (12 kW) leistet und niedrigen Treibstoffverbrauch und geringe Wartungskosten bietet. Vorn und hinten gibt es Starrachsen an Blattfedern, die 12-Zoll-Räder ergeben ausreichende Bodenfreiheit. Der Magic hat einen Wendekreisdurchmesser von 8,6 m und ist somit wendig genug, um in engen Seitenstraßen und im Verkehr von Indiens verstopften Innenstädten manövriert zu werden. Der Magic hat gut ablesbare Instrumente, Ablagen und eine Digitaluhr im Armaturenbrett sowie Radiovorbereitung.
Der Magic erreicht die Emissionsnorm BS-III und wurde für den Einsatz in großen und kleinen Städten sowie auf dem Lande entwickelt. Er ist mit einer Garantie auf 36.000 km/12 Monate ausgestattet und kostet ab 260.000,- Rp.